# Manuel Ortiz de Zárate
Manuel Revuelta Ortiz de Zárate Pinto (Como, Italia, 9 de octubre de 1887-Los Ángeles, Estados Unidos, 28 de octubre de 1946) fue un pintor chileno, hijo del compositor Eleodoro Ortiz de Zárate  y de Matilde Pinto Banavente. Fue hermano del también pintor Julio Ortiz de Zárate.

## Biografía
En 1891 su familia retornó a Chile, donde estudió pintura con Pedro Lira (1845-1912). Posteriormente, se matriculó en Bellas Artes en la Universidad de Santiago. Atraído por la efervescencia del mundo artístico francés, en 1904 arribó a Marsella y de ahí se trasladó a París. Allí, se juntó al elenco de artistas de Montparnasse, haciendo amistad con Amedeo Modigliani et alii. Al mismo tiempo, estudió en la Escuela de Bellas Artes de París, desarrollando su estilo vanguardista, pintando bodegones y paisajes. Junto a Camilo Mori y otros pintores chilenos contribuyó a fundar el Grupo Montparnasse. Vivió en el número 8 de la Rue de la Grande-Chaumiere. Durante la II Guerra Mundial permaneció en Francia, pese a la ocupación alemana. Tras la guerra, se trasladó a EE. UU., donde falleció. Su hija se casó con el pintor americano John Ferren (1905-1970) y en segundas nupcias con el diseñador de producción Eugène Lourié (1902-1991).